# TJ Slovan Černovír

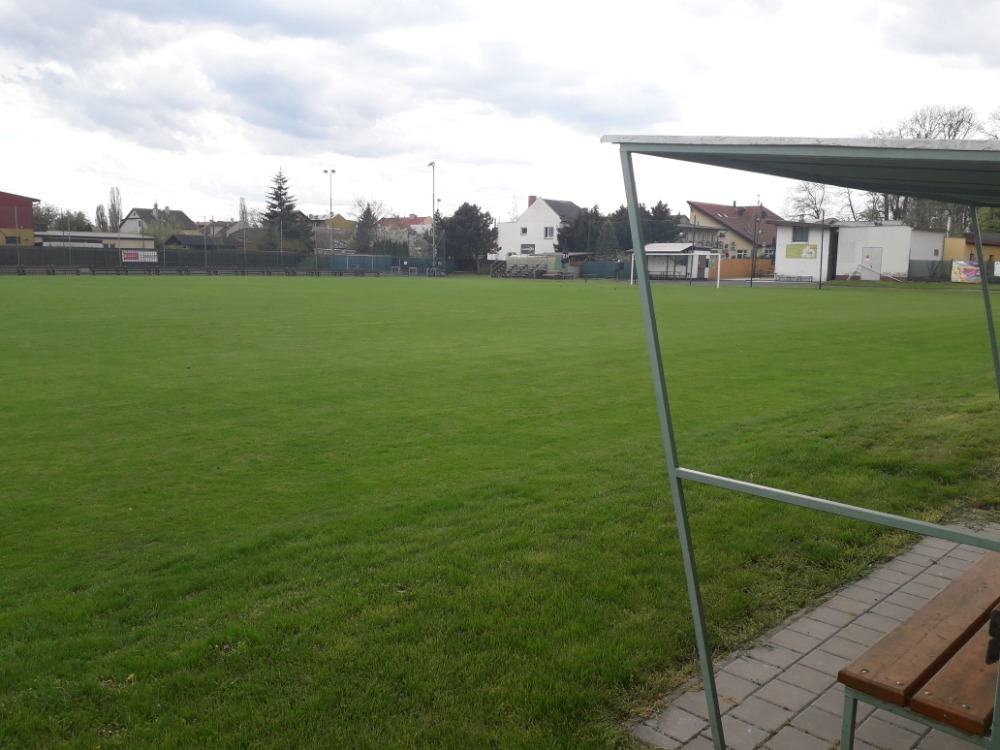
stadion Černovír

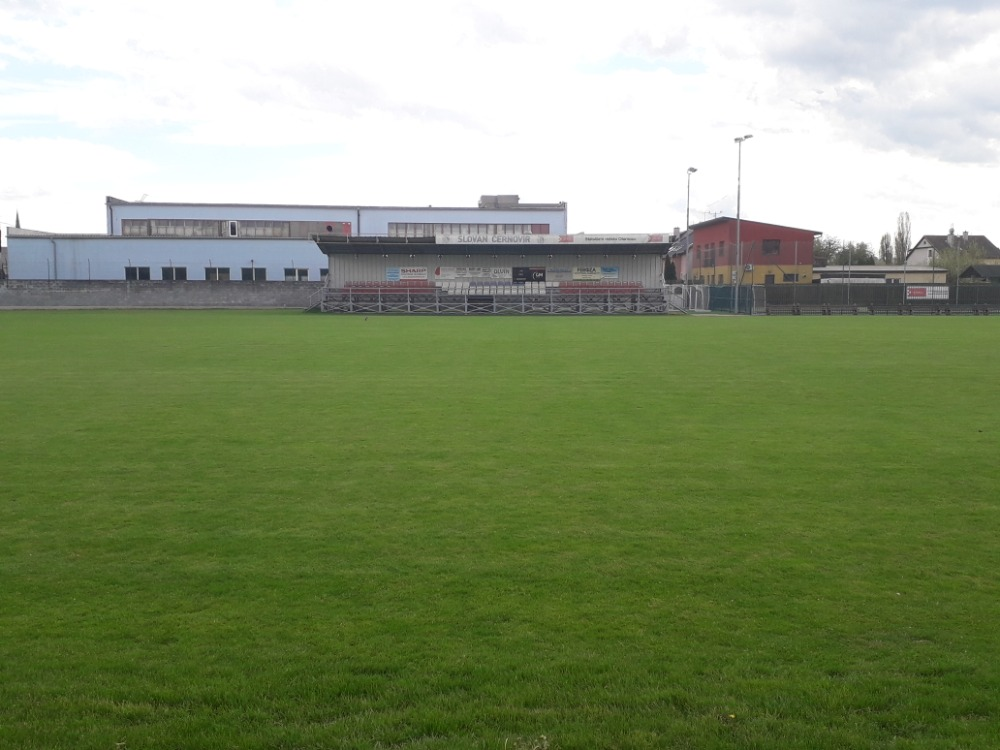
tribuna TJ Slovan Černovír

TJ Slovan Černovír je český fotbalový klub z olomoucké místní části Černovír, který byl založen v roce 1931 pod názvem SK Černovír. Od sezóny 2020/21 hraje I.B třídu Olomouckého kraje (7. nejvyšší soutěž).
Své domácí zápasy odehrává na stadionu Slovan Černovír v Olomouci.
S fotbalem zde začínal mj. Miroslav Uvízl a Zdeněk Mandík.

## Historické názvy
Zdroj: 
- 1931 – SK Černovír (Sportovní klub Černovír)
- 1950 – Sokol Černovír
- 1952 – Sokol Spofa Černovír (Sokol Spojené farmaceutické závody Černovír)
- 1953 – TJ Jiskra Černovír (Tělovýchovná jednota Jiskra Černovír)
- 1954 – TJ Slovan Farmakon Černovír (Tělovýchovná jednota Slovan Farmakon Černovír)
- 1955 – TJ Slovan Černovír (Tělovýchovná jednota Slovan Černovír)
- 1976 – sloučení se Sigmou MŽ Olomouc a faktický zánik klubu

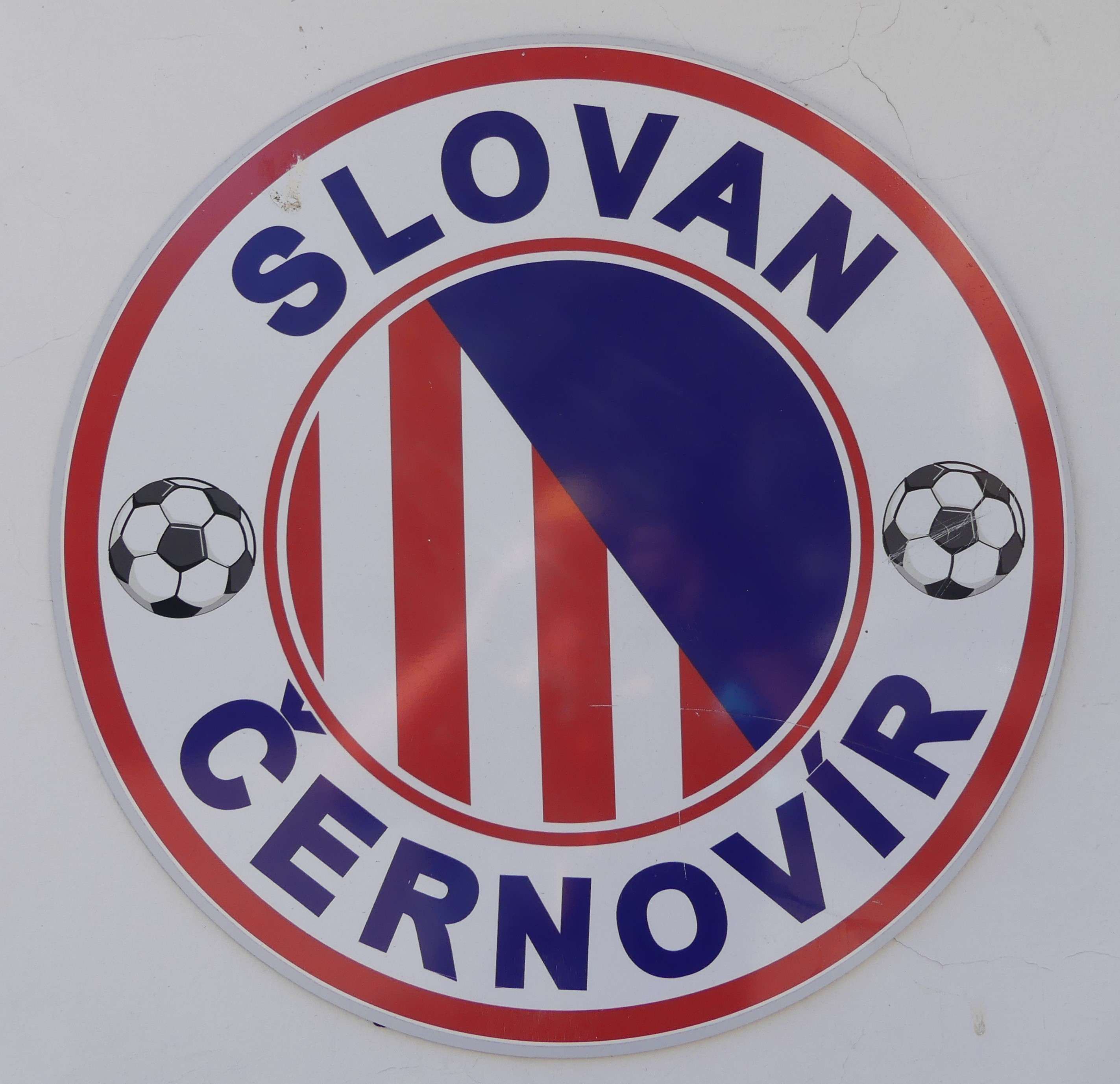
Znak Slovan Černovír

- Znak Slovan Černovír1984 – obnovení klubu jako TJ Slovan Černovír (Tělovýchovná jednota Slovan Černovír)

## Umístění v jednotlivých sezonách
Zdroj: 
Legenda: Z - zápasy, V - výhry, R - remízy, P - porážky, VG - vstřelené góly, OG - obdržené góly, +/- - rozdíl skóre, B - body, červené podbarvení - sestup, zelené podbarvení - postup, fialové podbarvení - reorganizace, změna skupiny či soutěže
| Československo (1935 – 1939)                                                                     |                                                             |                                                             |                                                             |                                                             |                                                             |                                                             |                                                             |                                                             |                                                             |                                                             |                                                             |
| Sezóny                                                                                           | Liga                                                        | Úroveň                                                      | Z                                                           | V                                                           | R                                                           | P                                                           | VG                                                          | OG                                                          | +/−                                                         | B                                                           | Pozice                                                      |
| 1931/32                                                                                          | I. A třída STAK                                             | –                                                           | 9                                                           | 7                                                           | 1                                                           | 1                                                           | 23                                                          | 8                                                           | +15                                                         | 15                                                          | 3.                                                          |
| 1932/33                                                                                          | IV. třída sk. A                                             | –                                                           |                                                             |                                                             |                                                             |                                                             |                                                             |                                                             |                                                             |                                                             |                                                             |
| 1933/34                                                                                          | IV. třída sk. A                                             | 7                                                           | 8                                                           | 7                                                           | 1                                                           | 0                                                           | 35                                                          | 7                                                           | +28                                                         | 15                                                          | 1.                                                          |
| 1934/35                                                                                          | II. třída HHŽF - okrsek Sever                               | 5                                                           | 11                                                          | 5                                                           | 1                                                           | 5                                                           | 24                                                          | 25                                                          | −1                                                          | 11                                                          | 7.                                                          |
| 1935/36                                                                                          | II. třída HHŽF - okrsek Sever                               | 5                                                           | 20                                                          | 12                                                          | 3                                                           | 5                                                           | 89                                                          | 39                                                          | +50                                                         | 27                                                          | 4.                                                          |
| ...                                                                                              |                                                             |                                                             |                                                             |                                                             |                                                             |                                                             |                                                             |                                                             |                                                             |                                                             |                                                             |
| 1938/39                                                                                          | I. B třída HHŽF - okrsek Sever                              | 4                                                           | ...                                                         | ...                                                         | ...                                                         | ...                                                         | ...                                                         | ...                                                         | ...                                                         | ...                                                         | 2.                                                          |
| Protektorát Čechy a Morava (1939 – 1945)                                                         |                                                             |                                                             |                                                             |                                                             |                                                             |                                                             |                                                             |                                                             |                                                             |                                                             |                                                             |
| Sezóna                                                                                           | Liga                                                        | Úroveň                                                      | Z                                                           | V                                                           | R                                                           | P                                                           | VG                                                          | OG                                                          | +/−                                                         | B                                                           | Pozice                                                      |
| 1939/40                                                                                          | I. B třída HHŽF - okrsek Sever                              | 4                                                           | ...                                                         | ...                                                         | ...                                                         | ...                                                         | ...                                                         | ...                                                         | ...                                                         | ...                                                         | 3.                                                          |
| ...                                                                                              |                                                             |                                                             |                                                             |                                                             |                                                             |                                                             |                                                             |                                                             |                                                             |                                                             |                                                             |
| 1943/44                                                                                          | I. B třída HHŽF - okrsek Sever                              | 4                                                           | ...                                                         | ...                                                         | ...                                                         | ...                                                         | ...                                                         | ...                                                         | ...                                                         | ...                                                         |                                                             |
| 1944/45                                                                                          | Končila druhá světová válka, pravidelné soutěže se nehrály. | Končila druhá světová válka, pravidelné soutěže se nehrály. | Končila druhá světová válka, pravidelné soutěže se nehrály. | Končila druhá světová válka, pravidelné soutěže se nehrály. | Končila druhá světová válka, pravidelné soutěže se nehrály. | Končila druhá světová válka, pravidelné soutěže se nehrály. | Končila druhá světová válka, pravidelné soutěže se nehrály. | Končila druhá světová válka, pravidelné soutěže se nehrály. | Končila druhá světová válka, pravidelné soutěže se nehrály. | Končila druhá světová válka, pravidelné soutěže se nehrály. | Končila druhá světová válka, pravidelné soutěže se nehrály. |
| Československo (1945 – 1993)                                                                     |                                                             |                                                             |                                                             |                                                             |                                                             |                                                             |                                                             |                                                             |                                                             |                                                             |                                                             |
| Sezóny                                                                                           | Liga                                                        | Úroveň                                                      | Z                                                           | V                                                           | R                                                           | P                                                           | VG                                                          | OG                                                          | +/−                                                         | B                                                           | Pozice                                                      |
| ...                                                                                              |                                                             |                                                             |                                                             |                                                             |                                                             |                                                             |                                                             |                                                             |                                                             |                                                             |                                                             |
| 1959/60                                                                                          | I. B třída – sk. Sever                                      | 5                                                           | 26                                                          | 19                                                          | 6                                                           | 1                                                           | 103                                                         | 18                                                          | +85                                                         | 44                                                          | 1.                                                          |
| 1960/61                                                                                          | I. A třída Severomoravského kraje – sk. ?                   | 4                                                           | ...                                                         | ...                                                         | ...                                                         | ...                                                         | ...                                                         | ...                                                         | ...                                                         | ...                                                         | 3.                                                          |
| 1961/62                                                                                          | I. A třída Severomoravského kraje – sk. ?                   | 4                                                           | ...                                                         | ...                                                         | ...                                                         | ...                                                         | ...                                                         | ...                                                         | ...                                                         | ...                                                         | 3.                                                          |
| 1962/63                                                                                          | I. A třída Severomoravského kraje – sk. ?                   | 4                                                           | ...                                                         | ...                                                         | ...                                                         | ...                                                         | ...                                                         | ...                                                         | ...                                                         | ...                                                         | 3.                                                          |
| 1963/64                                                                                          | I. A třída Severomoravského kraje – sk. ?                   | 4                                                           | ...                                                         | ...                                                         | ...                                                         | ...                                                         | ...                                                         | ...                                                         | ...                                                         | ...                                                         | 3.                                                          |
| 1964/65                                                                                          | I. A třída Severomoravského kraje – sk. ?                   | 4                                                           | ...                                                         | ...                                                         | ...                                                         | ...                                                         | ...                                                         | ...                                                         | ...                                                         | ...                                                         | 10.                                                         |
| 1965/66                                                                                          | I. A třída Severomoravské oblasti – sk. ?                   | 5                                                           | ...                                                         | ...                                                         | ...                                                         | ...                                                         | ...                                                         | ...                                                         | ...                                                         | ...                                                         | 5.                                                          |
| 1966/67                                                                                          | I. A třída Severomoravské oblasti – sk. ?                   | 5                                                           | ...                                                         | ...                                                         | ...                                                         | ...                                                         | ...                                                         | ...                                                         | ...                                                         | ...                                                         | 7.                                                          |
| 1967/68                                                                                          | I. A třída Severomoravské oblasti – sk. ?                   | 5                                                           | ...                                                         | ...                                                         | ...                                                         | ...                                                         | ...                                                         | ...                                                         | ...                                                         | ...                                                         | 9.                                                          |
| 1968/69                                                                                          | I. A třída Severomoravské oblasti – sk. ?                   | 5                                                           | ...                                                         | ...                                                         | ...                                                         | ...                                                         | ...                                                         | ...                                                         | ...                                                         | ...                                                         | 11.                                                         |
| 1969/70                                                                                          | I. A třída Středomoravské župy – sk. A                      | 6                                                           | 26                                                          | 18                                                          | 6                                                           | 2                                                           | 73                                                          | 23                                                          | +50                                                         | 42                                                          | 1.                                                          |
| 1970/71                                                                                          | Středomoravský župní přebor                                 | 5                                                           | 26                                                          | 8                                                           | 7                                                           | 11                                                          | 31                                                          | 46                                                          | −15                                                         | 23                                                          | 10.                                                         |
| 1971/72                                                                                          | Středomoravský župní přebor                                 | 5                                                           | 26                                                          | 8                                                           | 2                                                           | 16                                                          | 37                                                          | 55                                                          | −18                                                         | 18                                                          | 12.                                                         |
| 1972/73                                                                                          | I. A třída Severomoravského kraje – sk. ?                   | 6                                                           | ...                                                         | ...                                                         | ...                                                         | ...                                                         | ...                                                         | ...                                                         | ...                                                         | ...                                                         | 10.                                                         |
| 1973/74                                                                                          | I. A třída Severomoravského kraje – sk. ?                   | 6                                                           | ...                                                         | ...                                                         | ...                                                         | ...                                                         | ...                                                         | ...                                                         | ...                                                         | ...                                                         | 12.                                                         |
| 1974/75                                                                                          | I. A třída Severomoravského kraje – sk. ?                   | 6                                                           | ...                                                         | ...                                                         | ...                                                         | ...                                                         | ...                                                         | ...                                                         | ...                                                         | ...                                                         | 11.                                                         |
| 1975/76                                                                                          | I. A třída Severomoravského kraje – sk. ?                   | 6                                                           | ...                                                         | ...                                                         | ...                                                         | ...                                                         | ...                                                         | ...                                                         | ...                                                         | ...                                                         | 13.                                                         |
| Mužstvo bylo v letech 1976 – 1984 sloučeno s TJ Sigma ZTS Olomouc.                               |                                                             |                                                             |                                                             |                                                             |                                                             |                                                             |                                                             |                                                             |                                                             |                                                             |                                                             |
| V letech 1984 – 1993 byl klub bez A-mužstva, v soutěžích přihlášena pouze mládežnická družstva.. |                                                             |                                                             |                                                             |                                                             |                                                             |                                                             |                                                             |                                                             |                                                             |                                                             |                                                             |
| Česko (1993 – )                                                                                  |                                                             |                                                             |                                                             |                                                             |                                                             |                                                             |                                                             |                                                             |                                                             |                                                             |                                                             |
| Sezóny                                                                                           | Liga                                                        | Úroveň                                                      | Z                                                           | V                                                           | R                                                           | P                                                           | VG                                                          | OG                                                          | +/−                                                         | B                                                           | Pozice                                                      |
| 1993/94                                                                                          | Základní třída Olomoucka – sk. B                            | 10                                                          | 24                                                          | 22                                                          | 1                                                           | 1                                                           | 84                                                          | 18                                                          | +66                                                         | 45                                                          | 1.                                                          |
| 1994/95                                                                                          | Okresní přebor Olomoucka                                    | 8                                                           | ...                                                         | ...                                                         | ...                                                         | ...                                                         | ...                                                         | ...                                                         | ...                                                         | ...                                                         | 4.                                                          |
| 1995/96                                                                                          | Okresní přebor Olomoucka                                    | 8                                                           | 26                                                          | 15                                                          | 2                                                           | 9                                                           | 46                                                          | 44                                                          | +2                                                          | 47                                                          | 5.                                                          |
| 1996/97                                                                                          | Okresní přebor Olomoucka                                    | 8                                                           | 26                                                          | 9                                                           | 9                                                           | 8                                                           | 36                                                          | 37                                                          | −1                                                          | 36                                                          | 5.                                                          |
| 1997/98                                                                                          | Okresní přebor Olomoucka                                    | 8                                                           | 26                                                          | 17                                                          | 6                                                           | 3                                                           | 56                                                          | 27                                                          | +29                                                         | 57                                                          | 1.                                                          |
| 1998/99                                                                                          | I. B třída Hanácké župy – sk. B                             | 7                                                           | 26                                                          | 9                                                           | 6                                                           | 11                                                          | 30                                                          | 32                                                          | −2                                                          | 33                                                          | 7.                                                          |
| 1999/00                                                                                          | I. B třída Hanácké župy – sk. B                             | 7                                                           | ...                                                         | ...                                                         | ...                                                         | ...                                                         | ...                                                         | ...                                                         | ...                                                         | ...                                                         | 8.                                                          |
| 2000/01                                                                                          | I. B třída Hanácké župy – sk. B                             | 7                                                           | ...                                                         | ...                                                         | ...                                                         | ...                                                         | ...                                                         | ...                                                         | ...                                                         | ...                                                         | 8.                                                          |
| 2001/02                                                                                          | I. B třída Hanácké župy – sk. B                             | 7                                                           | ...                                                         | ...                                                         | ...                                                         | ...                                                         | ...                                                         | ...                                                         | ...                                                         | ...                                                         | 5.                                                          |
| 2002/03                                                                                          | I. B třída Olomouckého kraje – sk. B                        | 7                                                           | 26                                                          | 11                                                          | 6                                                           | 9                                                           | 46                                                          | 42                                                          | +4                                                          | 39                                                          | 5.                                                          |
| 2003/04                                                                                          | I. B třída Olomouckého kraje – sk. B                        | 7                                                           | 26                                                          | 8                                                           | 6                                                           | 12                                                          | 46                                                          | 48                                                          | −2                                                          | 30                                                          | 13.                                                         |
| 2004/05                                                                                          | I. B třída Olomouckého kraje – sk. B                        | 7                                                           | 26                                                          | 13                                                          | 9                                                           | 4                                                           | 50                                                          | 39                                                          | +11                                                         | 48                                                          | 3.                                                          |
| 2005/06                                                                                          | I. B třída Olomouckého kraje – sk. B                        | 7                                                           | 26                                                          | 14                                                          | 5                                                           | 7                                                           | 37                                                          | 31                                                          | +6                                                          | 47                                                          | 3.                                                          |
| 2006/07                                                                                          | I. B třída Olomouckého kraje – sk. B                        | 7                                                           | 26                                                          | 9                                                           | 10                                                          | 7                                                           | 51                                                          | 38                                                          | +13                                                         | 37                                                          | 6.                                                          |
| 2007/08                                                                                          | I. B třída Olomouckého kraje – sk. B                        | 7                                                           | 26                                                          | 13                                                          | 7                                                           | 6                                                           | 49                                                          | 31                                                          | +18                                                         | 46                                                          | 4.                                                          |
| 2008/09                                                                                          | I. B třída Olomouckého kraje – sk. B                        | 7                                                           | 26                                                          | 12                                                          | 4                                                           | 10                                                          | 43                                                          | 39                                                          | +4                                                          | 40                                                          | 6.                                                          |
| 2009/10                                                                                          | I. B třída Olomouckého kraje – sk. B                        | 7                                                           | 26                                                          | 13                                                          | 3                                                           | 10                                                          | 53                                                          | 36                                                          | +17                                                         | 42                                                          | 5.                                                          |
| 2010/11                                                                                          | I. B třída Olomouckého kraje – sk. B                        | 7                                                           | 26                                                          | 13                                                          | 7                                                           | 6                                                           | 56                                                          | 35                                                          | +21                                                         | 46                                                          | 4.                                                          |
| 2011/12                                                                                          | I. B třída Olomouckého kraje – sk. B                        | 7                                                           | 26                                                          | 13                                                          | 4                                                           | 9                                                           | 46                                                          | 36                                                          | +10                                                         | 43                                                          | 5.                                                          |
| 2012/13                                                                                          | I. B třída Olomouckého kraje – sk. B                        | 7                                                           | 26                                                          | 15                                                          | 6                                                           | 5                                                           | 70                                                          | 39                                                          | +31                                                         | 51                                                          | 2.                                                          |
| 2013/14                                                                                          | I. A třída Olomouckého kraje – sk. A                        | 6                                                           | 26                                                          | 10                                                          | 7                                                           | 9                                                           | 51                                                          | 39                                                          | +12                                                         | 37                                                          | 9.                                                          |
| 2014/15                                                                                          | I. A třída Olomouckého kraje – sk. A                        | 6                                                           | 26                                                          | 8                                                           | 6                                                           | 12                                                          | 45                                                          | 50                                                          | −5                                                          | 30                                                          | 10.                                                         |
| 2015/16                                                                                          | I. A třída Olomouckého kraje – sk. A                        | 6                                                           | 26                                                          | 9                                                           | 4                                                           | 13                                                          | 46                                                          | 53                                                          | −7                                                          | 31                                                          | 9.                                                          |
| 2016/17                                                                                          | I. A třída Olomouckého kraje – sk. A                        | 6                                                           | 26                                                          | 19                                                          | 2 / 2                                                       | 3                                                           | 87                                                          | 31                                                          | +56                                                         | 63                                                          | 1.                                                          |
| 2017/18                                                                                          | Přebor Olomouckého kraje                                    | 5                                                           | 26                                                          | 9                                                           | 3 / 3                                                       | 11                                                          | 53                                                          | 52                                                          | +1                                                          | 36                                                          | 8.                                                          |
| 2018/19                                                                                          | Přebor Olomouckého kraje                                    | 5                                                           | 28                                                          | 6                                                           | 3 / 4                                                       | 15                                                          | 31                                                          | 67                                                          | −36                                                         | 28                                                          | 13.                                                         |
| ** 2019/20                                                                                       | Přebor Olomouckého kraje                                    | 5                                                           | 16                                                          | 2                                                           | 2 / 1                                                       | 11                                                          | 20                                                          | 52                                                          | −32                                                         | 11                                                          | 14.                                                         |
| ** 2020/21                                                                                       | I. B třída Olomouckého kraje – sk. B                        | 7                                                           | 8                                                           | 1                                                           | 2 / 0                                                       | 5                                                           | 11                                                          | 14                                                          | −3                                                          | 7                                                           | 13.                                                         |
| 2021/22                                                                                          | I. B třída Olomouckého kraje – sk. B                        | 7                                                           | 26                                                          | 7                                                           | 5                                                           | 14                                                          | 50                                                          | 70                                                          | −20                                                         | 28                                                          | 11.                                                         |
| 2022/23                                                                                          | I. B třída Olomouckého kraje – sk. B                        | 7                                                           | 26                                                          | 10                                                          | 6                                                           | 10                                                          | 40                                                          | 44                                                          | −4                                                          | 36                                                          | 7.                                                          |
| 2023/24                                                                                          | I. B třída Olomouckého kraje – sk. B                        | 7                                                           | 26                                                          | 15                                                          | 6                                                           | 5                                                           | 66                                                          | 32                                                          | +34                                                         | 51                                                          | 2.                                                          |
| 2024/25                                                                                          | I. B třída Olomouckého kraje – sk. B                        | 7                                                           | 26                                                          | 14                                                          | 4                                                           | 8                                                           | 67                                                          | 41                                                          | +26                                                         | 46                                                          | 4.                                                          |

Poznámky:
- Od ročníku 2016/17 včetně se hraje v Olomouckém kraji tímto způsobem: Pokud zápas skončí nerozhodně, kope se penaltový rozstřel. Jeho vítěz bere 2 body, poražený pak jeden bod. Za výhru po 90 minutách jsou 3 body, za prohru po 90 minutách není žádný bod.
- 2019/20 - klub se po sezoně přihlásil do I.B třídy Olomouckého kraje

**= sezona předčasně ukončena z důvodu pandemie covidu-19